# Liuhe (köping i Kina, Henan, lat 34,58, long 115,31)
Liuhe (kinesiska: 柳河, 柳河镇) är en köping i Kina. Den ligger i provinsen Henan, i den centrala delen av landet, omkring 150 kilometer öster om provinshuvudstaden Zhengzhou. Antalet invånare är 48 641. Befolkningen består av 24 473 kvinnor och 24 168 män. Barn under 15 år utgör 21,0 %, vuxna 15-64 år 70 %, och äldre över 65 år 8,0 %.
Genomsnittlig årsnederbörd är 744 millimeter. Den regnigaste månaden är juli, med i genomsnitt 184 mm nederbörd, och den torraste är januari, med 5 mm nederbörd.